# Erich Müller
Erich Müller, född 30 augusti 1902 i Münster, död efter 1964, var en tysk Standartenführer. Han var befälhavare för Einsatzkommando 12 inom Einsatzgruppen från februari till oktober 1942.